# Montfaucon-Montigné

Montfaucon-Montigné este o comună în departamentul Maine-et-Loire, Franța. În 2009 avea o populație de 1,920 de locuitori.